# フィービー・ディネヴァー
フィービー・ハリエット・ディネヴァー（英: Phoebe Harriet Dynevr、1995年4月17日 - ）はイギリスの女優。子役として活動を始め、 BBCの学園ドラマ『Waterloo Road』（2009年 - 2010年）に出演。犯罪ドラマシリーズ『スナッチ・ザ・シリーズ』（2017年 - 2018年）では主要人物の一人を務めた。
Netflixのドラマ『ブリジャートン家』（2020年 - 現在）でダフネ・ブリジャートンとして主役を務め、シリーズのメインキャストとともに全米映画俳優組合賞のドラマシリーズのアンサンブル賞にノミネートされた。

## 子供時代
1995年4月17日大マンチェスター州のトラフォードで生まれる。両親はドラマ脚本家のティム・ディネヴァーと、『コロネーション・ストリート』でサリー・ウェブスター役を長年務めた女優のサリー・ディネヴァーである。父方の祖父母はテレビ業界でも働いていた。弟のサミュエルと妹のハリエットがいる。
ディネヴァーはアルトリンチャムのオークフィールド保育園に通い、ストックポートのチードルハルムスクールに通った。そこでは子役として勉強しながら、AレベルでAと2つのBを取得した。

## 経歴
2009年、14歳のディネヴァーはドラマ『ウォータールーロード』の第5シリーズでシボーン・メイリー役で初めての出演を果たす。その後、『脳外科医モンロー』や『マスケティアーズ』などのいくつかのイギリスのドラマに出演。
2016年、ルーク・パスカリーノ、ルパート・グリントと共に犯罪コメディシリーズ『スナッチ・ザ・シリーズ』で主演を務めることが発表され、これがアメリカでのテレビデビューとなる。シリーズは2017年3月16日にリリースされ、その後第2シーズンも作られた。
2019年、ディネヴァーはションダ・ライムズが制作したNetflixのドラマ、『ブリジャートン家』の最初のシーズンに出演。ダフネ・ブリジャートン役を務めた。
長編映画デビューはクレア・マッカーシー監督の2021年の伝記映画『The Colour Room』で、陶芸家のクラリス・クリフ役として出演した 。

## 出演

### 長編映画
| 年   | 題名                             | 役名                                                                   | 備考                  |
| ---- | -------------------------------- | ---------------------------------------------------------------------- | --------------------- |
| 2021 | The Colour Room                  | Clarice Cliff                                                          | 長編映画デビュー      |
| 2023 | Fair Play/フェアプレー Fair Play | エミリー・マイヤーズ                                                   | Netflixオリジナル映画 |
| 2025 | Inheritance                      | Maya                                                                   |                       |
| 2026 | Shiver                           |                                                                        | ポストプロダクション  |
| TBA  | The Outlaws Scarlett and Browne  | 兼製作総指揮 原作邦題『スカーレットとブラウン あぶないダークヒーロー』 |                       |
| TBA  | Beneath the Storm                |                                                                        |                       |

### 短編映画
| 年   | 題名                   | 役名   |
| ---- | ---------------------- | ------ |
| 2016 | The Nature of Daylight | Phoebe |

### テレビドラマ
| 年         | 邦題原題                               | 役名                   | 備考                          |
| ---------- | -------------------------------------- | ---------------------- | ----------------------------- |
| 2009- 2010 | Waterloo Road                          | Siobhan Mailey         | シリーズレギュラー 計20話出演 |
| 2011       | 脳外科医モンロー Monroe                | Phoebe Cormack         | 1.4話                         |
| 2012-2013  | Prisoners' Wives                       | Lauren                 | 計10話出演                    |
| 2014       | The Village                            | Phoebe Rundle          | 計6話出演                     |
| 2015       | マスケティアーズ/三銃士 The Musketeers | カミーユ               | エピソード：「放蕩の父」      |
| 2015-2016  | ディケンジアン Dickensian              | Martha Cratchit        | 計11話出演                    |
| 2017-2018  | スナッチ・ザ・シリーズ Snatch          | ロッティ・モット       | 計20話出演                    |
| 2017-2021  | サバヨミ大作戦! Younger                | クレア                 | 第4シーズン 計11話出演        |
| 2020-      | ブリジャートン家 Bridgerton            | ダフネ・ブリジャートン | Netflixオリジナルドラマ       |
| 2022       | Ten Percent                            | 本人役                 |                               |